# Microgaster turneri
Microgaster turneri är en stekelart som beskrevs av Wilkinson 1929. Microgaster turneri ingår i släktet Microgaster och familjen bracksteklar. Inga underarter finns listade i Catalogue of Life.